# Парадокс викидання
Парадокс викидання (англ. Throw away paradox) — ситуація, в якій економічний агент може отримати зиск, якщо попередньо викине або знищить частину своєї власності.
Подібна ситуація була теоретично обґрунтована та проаналізована в серпні 1974 року майбутнім лауреатом Нобелівської премії з економіки 2005 року Робертом Ауманом у співавторстві зі своїм учнем Бецалелем Пелегом у невеликій статті із зауваженнями до іншої статті Девіда Гейла.

## Опис
У спрощеній економіці існує два товари (x та y) і два трейдери (Аліса та Боб). При цьому:
- Початкові запаси пари трейдерів становлять (20; 0) і (0; 10), тобто Аліса має двадцять одиниць товару x, а Боб — десять одиниць товару y (у цьому прикладі кількість збільшена в 10 разів у порівнянні з прикладом зі статті Аумана і Пелега[1], що дозволяє оперувати цілими цислами, а чи не частками).
- У першій ситуації відразу починається торгівля (обмін), після чогорівноважний стан товарного кошика Аліси дорівнює (4; 2) — у неї після торгівлі буде чотири одиниці x та дві одиниці y .
- У другій ситуації Аліса вирішує напередодні торгівлі викинути половину свого первісного запасу — вона позбавляється 10 одиниць товару x . Потім починається торгівля, після якої рівноважний стан товарного кошика Аліси дорівнює (5; 5). Тобто, після знищення частини власності, у неї в кінці виявляється кожного з товарів більше, ніж у першій ситуації!

Зрозуміло, Аліса отримує виграш за рахунок втрат Боба, рівноважний кошик якого у першій ситуації дорівнює (16;8), тоді як у другому варіанті — лише (5;5).

## Деталі

Умовний приклад побудови лінії нахилу (синя пряма) до кривої байдужості (червоні криві) у точці обсягів пари товарів x та y

Парадокс спостерігається не завжди, а при виконанні низки умов. Розуміється, що в обох трейдерів однакова функція корисності з наступними характеристиками:
- Функція гомотетична за своїми властивостями. Як приклад Ауман і Пелег вказують[1] функцію виду: {\displaystyle u(x,y)={\frac {1}{(x+ay)^{-3}+(ax+y)^{-3}}}}, де {\displaystyle a} — параметр, що задається в напіввідкритому інтервалі (0, 1]. Поступова зміна цього додаткового параметру дозволяє показати плавність і безперервність переходу від однієї форми кривої байдужості до іншої, що було однією з цілей авторів написання їх роботи. Але наведена як приклад функція не єдиний варіант, існує безліч інших функцій з вказаними нижче властивостями.
- При подвійній перевазі кількості одного товару над іншим {\displaystyle (x=2y)} нахил графіку (кут дотичної) кривої байдужості {\displaystyle u(2y,y)} дорівнює −1/16 при {\displaystyle a} що прагне до 0, і дорівнює −1 при {\displaystyle a} рівному 1. Виходячи з міркувань безперервності автори вважають усередненим значення −1/8[1], що для умов першої ситуації означає для Аліси необхідність віддати 8 одиниць свого товару x за одиницю y.
- За умови рівності кількості товарів на ринку {\displaystyle (x=y)} нахил кривої байдужості {\displaystyle u(y,y)} дорівнює −1 для будь-яких значень {\displaystyle a}[1], що для умов другої ситуації означає для Аліси необхідність віддати лише одиницю свого товару x за одиницю y.

Пояснення парадоксу: в заданих вище умовах (за припущенням, що функція корисності дійсно описується запропонованим рівнянням) при зменшенні на ринку кількості товару x, його ціна настільки збільшується, що суммарна виручка від продажу залишків за новою ціною виявляється більшою виручки від продажу первісної кількості за первісною ціною, тобто зростання виручки вистачає, щоб компенсувати втрати Алісі з причини зменшення кількості товару, запропонованого на продаж.

## Інтерпретація
Парадокс викидання пояснює, чому в деяких ситуаціях частину товарів вигідніше знищити або подарувати, але не допустити на ринок.